# كلوز بيتر
كلوز بيتر (بالألمانية: Claus Peter)‏ هو منافس ألعاب قوى ألماني، ولد في 1940 في كوتبوس في ألمانيا.

## وصلات خارجية
- كلوز بيتر على موقع أوليمبيديا (الإنجليزية)